# سنتود
شهر سنتود (به فرانسوی: Sainte-Ode) در شهرستان بستونی  در استان لوکزامبورگ  در منطقه فدرال والوون در کشور بلژیک واقع شده‌است.